# 蔡正元
蔡正元（1953年12月25日—），中華民國政治人物，雲林縣北港鎮人，北京清華大學法学博士，哈佛大學公共政策碩士，中國國民黨籍，曾任中國國民黨義務副祕書長，曾任三重汽車客運股份有限公司總經理 、國民大會代表、臺北市第四選舉區立法委員、中國國民黨政策會執行長及代理發言人、孫中山紀念圖書館董事長、內湖國際獅子會會長、國會政黨聯盟總顧問。

## 生平

### 個人背景
- 父親蔡秀山為牙醫器材貿易採購商。滿月時父母帶其至朝天宮參拜，並擲筊求籤請示媽祖為孩子命名，籤詩內容經人解釋要父親向東方看，結果正好看到牆上有塊被煙燻黑的石碑，左上角有正元二字，因此將其命名為正元[3]。
- 早年為半工半讀的臺北市立高級工農職業學校機械科高職生，於三陽工業當車床學徒，後考取國立臺灣師範大學。
- 1983年進入美國哈佛大學約翰·F·甘迺迪政府學院專攻政治經濟學，取得公共政策碩士學位。畢業後，獲得哥倫比亞大學經濟系校長獎學金，一年半後通過博士資格考，但未取得博士學位。[4]
- 先后担任花旗银行外汇部协理、所罗门美邦在台企业负责人等职务。
- 2021年取得北京清華大學法學博士學位。[5]

### 政治生涯
- 1994年由國民黨提名在臺北市第二選區（內湖和南港區）參選第七屆台北市議員，得票8,578未當選。
- 1996年獲國民黨再度提名參選第三屆國民大會代表並當選，任期中擔任國民大會黨團書記長。
- 1998年馬英九臺北市長競選團隊副總幹事兼發言人
- 2000年連蕭總統競選團隊總部發言人
- 2004年連戰宋楚瑜總統競選團隊總部文宣部主任及發言人
- 中國國民黨文傳會主委（2002年9月2日－2004年10月18日）
- 第五屆立法委員（2002年－2005年）
- 第六屆立法委員（2005年－2008年）
- 2006年1月24日宣佈參選臺北市長選戰[6]，之後如蔣孝嚴、葉金川等人一起紛紛退選。[7]
- 第七屆立法委員（2008年－2012年），以全臺北市第一高票連任成功
- 第八屆立法委員（2012年－2016年），當選後，宣佈立委生涯最後一戰[8]
- 2013年9月22日宣佈參加中國國民黨臺北市長黨內初選，2014年4月17日宣佈退出黨內初選。[9]同年7月31日接受國民黨台北市長候選人連勝文邀請擔任競選總部執行總幹事。[10]
- 2016年4月20日，洪秀柱主席任內，經中常會同意，出任中國國民黨政策會執行長。
- 2016年10月22日，出任國民黨發言人，並暫督導文傳會業務，人事異動自24日生效[11]。
- 2019年4月26日，於臉書自捅自家人韓國瑜高雄巿長，稱國民黨黨主席吳敦義拿4,000萬予韓國瑜巿長，經證實為假消息。
- 2019年7月3日，以富業實業股份有限公司法人代表身份，出任三重汽車客運股份有限公司總經理，直到2019年7月22日，向三重客運董事會提出以階段性任務理由請辭獲准。成為三重客運史上任期最短總經理。[12]
- 2018年10月18日，擔任國會政黨聯盟第一任總顧問
- 2019年6月3日，請辭國會政黨聯盟總顧問職務。

## 家庭
前妻嚴紀華，現任教於中國文化大學中國文學系，兩人在1986年結婚，育有一子。。

現任妻子洪菱霙與蔡相差19歲，原為其助理，2014年6月兩人被網友發現同遊瑞士杜恩湖，互動親暱。，2014年10月周刊爆料，蔡正元將價值6,000萬豪宅過戶給洪菱霙，貸款債務人仍是蔡，質疑蔡正元與洪菱霙的關係。但蔡解釋因為選舉需要錢，才會把房子賣給洪，極力撇清婚外情，並稱與嚴紀華感情甚篤，說絕對沒有第三者介入。2015年，蔡輔選連勝文台北市長失利後沉寂一段時間，知情人士透露，那段期間太太每天都跟蔡正元吵著要離婚。2015年4月蔡突然宣布不再競選立委，引起政壇轟動，稍晚則傳出與前妻嚴紀華已秘密離婚。蔡解釋與嚴紀華離婚是學運人士害的。因為蔡正元被支持太陽花運動的網友批評，導致嚴紀華壓力太大而生病，「前妻也是妻」，他會一輩子照顧嚴紀華。蔡正元說房產事件是個誤會，他絕對沒有送助理房產，這是洪女向洪父借錢之後，跟他買下的，而洪女買下後仍願意將房子租給蔡正元，可能是忘了把抵押權「塗銷」。洪菱霙則澄清，向蔡買房子後，貸款就轉到洪家，貸款也是她在付，但問到貸款金額為多少，洪女卻說不清楚。

2016年5月21日，蔡正元與洪菱霙結婚，蔡正元依然不承認昔日與洪的不倫，只說再婚是為剛出院的媽媽沖喜。洪菱霙已於2017年11月7日提前剖腹為蔡正元產下一女嬰。

## 政績

### 任務型國代修憲案
2000年擔任國民黨黨團書記長時，參與並提出將國民大會虛級化，朝向一院制國會體制。參考美國選舉人團制度，在選前即選定立場，讓人民針對該政黨立場進行投票，然後按照各黨得票比例依序排出國大當選人，而國大代表事後在投票時必須依照原本選前所採立場來投票。。

### 鳳山信用合作社與金融重建法案（RTC）
2004年高雄鳳山信用合作社倒閉，在2004年7月行政院金管會標售給中信金，不料中信金拒絕退還5.4億元合作社股金，相當於員工前半生的「退休金」，大批員工北上包圍並蛋洗中信金總部。蔡正元參與推動RTC條例、營業稅法部分條文修正案兩草案，同時與40位其他立委提案「鳳信條款」一併通過。RTC修正公布前納入RTC處理的信用合作社，其社員權利應「全額保障」，並且由承受的金融機構「全額賠付」，如果受承的金融機構無法賠付，則由RTC全額賠付。

### 金融消費者保護法
2011年6月3日，立法院三讀通過蔡正元提案的「金融消費者保護法」，為臺灣的消費者保護運動開啓歷史新頁，若包括信用卡、現金卡、各式貸款、基金、連動債、保單等金融商品發生消費爭議，將由金管會下設置的財團法人性質金融消費爭議機構處理，評議結果的效力視同民事法院判決。

### 證券交易法修正草案
2012年12月13日，三讀通過蔡正元等委員提案之證交法部分修正條文，增訂外國公司在台灣上市、上櫃的有價證券，其管理監督比照公開發行公司，也新增保護少數股東條款，未來只要持股一年以上且持股達3%以上，對特定事項認為有損股東權益，可申請主管機關檢查等相關規定，以促進證券市場國際化、強化監理機制運作和保障投資人權益。

### 稅捐稽徵法第38條修正
2010年10月15日，與洪秀柱、費鴻泰、賴士葆、盧秀燕一同提出，使行政救濟加計利息計算更為合理。

### 修訂「保險法」第1條之1、第164條之4及第177條之1
2010年12月17日，與王廷升一同提出，為促進保險事業健全發展、保障消費者之合理投保權益及促使保險資金有效運用。

### 醫療法第24條及第106條條文修正案
2012年5月4日，與江惠貞、吳育仁、楊玉欣、蘇清泉一同提出。對以強暴、脅迫、恐嚇或其他非法之方法，滋擾醫療機構秩序或妨礙醫療業務之執行以及惡意阻擋救護車加重刑責，以保護醫護人員安全。
2015年，再度呼籲支持醫療行為除罪化。

### 產業創新條例修正
2013年4月8日，增訂「日月光條款」，凡是近5年內違法情節重大的公司，將不得再申請研發投資抵減優惠。以避免投機公司，藉稅額抵減優惠，抵銷其所受處分之罰鍰。

### 會計法第99之1條及醫療法第82條修正
2012年7月20日，立委蔡正元提出醫療法第82條修正草案及會計法增訂第99 條之2草案，對醫生執行業務造成病人非故意傷害，以及大學教授申請專題研究計畫費用核銷不周，進行刑事除罪化。現行醫療法規定醫事人員執行業務，因故意或過失使得病人遭受損害，負損害賠償責任；但病人家屬多以刑法過失傷害罪訴究，造成醫病關係惡化、防衛性醫療盛行、醫療費用上漲及高風險科別招募不到新血的情況。蔡提案修訂會計把「職員」改為「教職員」的「教授除罪條款」，但最後朝野協商三讀通過時，法條漏打了一個「教」字。

### 提案修正刑法271之1條
2014年5月22日，提案增訂刑法第271之1條，「隨機無差別殺人者，處死刑或無期徒刑」、「在捷運、高鐵等大眾運輸上隨機無差別殺人者，處死刑」。

### 觀光賭場管理條例草案
2014年1月，行政院、無黨籍立法委員陳雪生、國民黨籍蔡正元、民進黨籍立委葉宜津等人皆提出不同版本的草案，希望能在馬祖及金門等離島公投通過後，給予離島之地方政府設立國際觀光度假區及觀光賭場，一個明確且詳細的法源依據。立法院交通部委員會議決，以立委葉宜津版本「離島觀光賭場管理條例草案」為名，初審通過前半部分以行政院版為主、後半部分以立委陳雪生版本為主之31條條文。草案中，除開放賭場可申設於本島之外，亦有許多配套，如規定賭場投資者的資格，必須「在過去跟現在有經驗，且有錢才能拿牌照」，亦即至少持有一家國際觀光賭場，不能跟之前台北市太極雙星團隊一樣，拿到牌照再籌錢。台灣本島只要有相關法律規定，就可以開放賭場。但日前通過的政院版「觀光賭場管理條例」草案，觀光賭場仍只能設在離島。

### 提案砍立委9A無法源錢
2012年10月，蔡正元提議要全部刪除沒有法源之九筆補助收入，每位立委補助包含國會外交事務出國考察費、文具郵票行動電話費、住宿補助費、汽油補助費、立法研究補助費 、高速公路通行券費 、服務處租金補助費、健康檢查補助費 、公費助理業務活動費等共計1,724,480元（約172萬）。同年11月，立法院卻僅刪除部分項目，預計每個立委減少補助約86萬，國庫每年省下9,700萬元。但被詬病的高鐵、台鐵無上限搭乘的3,350萬元預算，還是採實報實銷，一毛都未刪。

### 反對馬英九身兼黨主席
2013年1月18日，蔡在臉書發文，指《人民團體法》規定，人民團體負責人，連任以一次為限，馬英九2005年8月19日選黨主席後，任期未滿就請辭，接任的吳伯雄也僅當滿馬剩餘任期，馬第二任主席任期從2009年10月17日到今年止，應屬已連任一次，依法馬不能再選國民黨主席，若執意競選連任，即使當選也會被法院判決當選無效。國民黨發言人殷瑋反駁說，國民黨最近兩次黨主席選舉，2007年由榮譽主席吳伯雄當選、2009年由馬英九總統當選，今年的黨主席選舉，馬若登記參選，並未違反黨章「連選得連任一次」規定。蔡正元以臉書貼文回諷說，國民黨強作解釋，這是民主還是獨裁？呼籲馬不要當袁世凱。

### 提出同性伴侶法
- 2013年11月，國民黨立委蔡正元提出「同性伴侶法」，讓同性伴侶須年滿二十歲可締結伴侶關係，但其中一方已與他人締結婚約、結婚、伴侶約或與有血緣關係或直系姻親關係者締結伴侶者契約均屬無效。同性伴侶契約應以書面為之，並在有二人以上證人簽名，由雙方當事人向戶政機關登記為伴侶；戶政機關並應核發伴侶證。其契約效力等同結婚，互相負有同居、扶養、支持、照顧及促進雙方共同生活圓滿的義務，並互為日常家務代理人，家庭生活費用，除法律或契約另有約定外，必須由雙方分擔，債務也由雙方負連帶責任。但除了與財產有關的部分外，不能附帶任何條件，排除雙方親屬有姻親關係。繼承權準用民法有關配偶繼承相關規定。但無姻親效力之準用，對他方親屬沒有任何權利義務之關係。蔡正元說，他的版本可以保障同志伴侶相互間，財產、保險、稅務等利益，但是沒有姻親家族等問題。收養方面，蔡正元參考各國立法，主張僅能由單方收養，不是兩人收養。[49][50]
- 蔡正元支持採用德國雙軌制，轉錄戴廷哲對法德兩國的比較分析文章，文章中闡述這兩個民主法制價值觀較台灣先進之國家對同性與異性婚姻制度不同，不因此對同性伴侶有明顯的歧視，各國在論述上均有一定的理由，也有廣泛的接受度，加上各國有各國基本法律體系的考量，而把不同對待直接冠以歧視惡名的，則屬少數。最後批判和反對台灣現今提出之定位不清、牽涉多項法律修改的多元成家法案。[51][52][53]

### 介入張安薇馬來西亞綁票案
2013年11月15日，與先生許立民到馬來西亞邦邦島度假的張安薇遭菲律賓恐怖組織阿布沙耶夫擄走，綁匪一度開出1億5千萬披索、約台幣1億元的天價贖金，最後降到1,200萬披索、約800萬台幣。蔡正元協助救援過程中透過非正式管道找上馬來西亞前首相马哈迪·莫哈末、首相纳吉·阿都拉萨和沙巴州長後，與綁匪接上線，當張安薇遭綁6天、官方一籌莫展之際，蔡在臉書表示透過LINE與綁匪取得聯繫，並提供給張大公、警方參考，隔天刑事局與馬、菲緊急成立專案小組，讓救援行動有了明確的目標。政府也透過外交體系與國際刑警組織求援，外交部、警政署與國安局相關人員也都有介入。救援期間張大公受訪指出，有政治人物失言洩密造成危機。張大公與許立人於12月26日晚間赴立院拜會國民黨立委蔡正元，坦言指的就是蔡。張大公說，蔡正元是這件事的重要貴人，也是第一個證實張安薇還活著、並提供人脈支援、送物資，了解他的努力與用心，只是當時在菲律賓瞬息萬變，狀況緊張，有些誤會；張正式當面向蔡致歉並澄清，且代張安薇轉交許立民告別式的訃聞。

### 電塔拆除
蔡正元當選立委後，即著手推動高壓電輸送電纜地下化工程及拆除高壓電鐵塔的計劃。這些工程最困難的部份，就是用地取得，要找到最不影響民眾土地權益的高壓電纜地下化路線，更常要處理民眾合理或不合理的要求和抗爭。
- 拆除胡適國小高壓電塔。（161KV深美-台北-南港-義捷線#8-#11），土建部分管路總長1,060公尺，全線102年12月前完成。機電部分103年6月30日前。鐵塔拆除電纜加入系統試運轉至少3個月後始可拆除，103年底前完成。[57]
- 東湖捷運站旁鐵塔（161KV南港-週美線與69KV南港-康寧線#8-#10）161KV土建部分：管路總長4,400公尺，預計104年底完成地下化。69KV土建部分：103年9月底前完成下地。於2011年五月舉行慶祝竣工。[57][58]
- 麗山國小鐵塔（69KV陽明-內湖線#35-36）麗山國小至環山路 管線已經完成。其他路段配合核一-汐止-松湖道銜接，目前工程進行中。102年12月底前完成下地，103年9月底前拆除鐵塔。[57]
- 南港經貿區鐵塔（161KV八連-北資線）本案99年4月30日發包，已經完成穿越基隆河之潛鑽，預訂100年12月即可完工拆除，總工程經費1億2,680萬元。。[57]批判民進黨籍台北市議員簡余晏和立委高志鵬，開協調會阻撓台北市麗山國小高壓電地下化工程。[59]
- 協調變更基河一期國宅旁興建松湖超高壓變電所[60][61]

### 爭取交通建設預算
- 蔡正元於2004年參選政見[62]即為推動松山南京東路捷運線，松山民生東路捷運線[63]。推動內湖第二捷運線及東湖、內溝捷運站。推動南港車站交通中心及高鐵停靠南港[64][65]。，其爭取預算幫助捷運文湖線的通車和在南港區建置北部流行音樂中心。[66][67]也提案建請行政院及交通部規劃於台北市捷運信義線增設玉成公園站，並延伸信義線[68]至南港國宅、202 兵工廠內及中央研究院，以改善南港交通，並就未來中央研究院及國防部的「生技園區」計畫開發後帶入就業人潮的疏運。[69]。
- 蔡於立法院院會中緊急質詢行政院，儘速核撥該院未核撥之台北市內湖區內溝溪3.5億元的治河經費，以保障內湖及汐止區居民生命財產的安全。[70]

### 介入阿曼籍台灣漁船綁票案
2014年至2016年，蔡正元居中協調贖回被索馬利亞海盜關押近五年的阿曼籍台灣漁船船員。

## 選舉紀錄
| 年度 | 選舉屆數           | 選舉區           | 所屬政黨   | 得票數  | 得票率 | 當選標記     | 備註 |
| ---- | ------------------ | ---------------- | ---------- | ------- | ------ | ------------ | ---- |
| 2001 | 第五屆立法委員選舉 | 臺北市第一選舉區 | 中國國民黨 | 40,075  | 6.47%  |              |      |
| 2004 | 第六屆立法委員選舉 | 臺北市第一選舉區 | 中國國民黨 | 45,965  | 7.54%  |              |      |
| 2008 | 第七屆立法委員選舉 | 臺北市第四選舉區 | 中國國民黨 | 105,375 | 62.26% | 本屆選制更改 |      |
| 2012 | 第八屆立法委員選舉 | 臺北市第四選舉區 | 中國國民黨 | 111,260 | 48.23% |              |      |

## 爭議事件

### 遭指不法獲利
檢方指控：2006年蔡正元擔任中影董事長期間，涉嫌挪用侵占中影資產，一審判無罪，檢方上訴，高院2018年12月26日駁回上訴，維持一審判決，蔡正元無罪定讞。
檢方指控，蔡正元在2006年主導中影董事會辦理增資募股，發行普通新股與收回已發行的優先股各300萬股，等同每股增減資13元，從中領回每股3元的價差，不法獲利635萬元。一審法官認為，當時中影基於公司自治進行增減資，有法律依據，且檢方未能舉證蔡正元「為自己或第三人牟取不法利益的犯罪事實」，判處無罪。檢方不服上訴，指控蔡正元侵占阿波羅公司資金，以低於中影淨值的價格認購新股。對此，蔡正元回應「阿波羅只有一個股東，就是我，侵占自己的權利說不通」。高院26日審理後駁回檢方上訴，維持一審無罪判決，不得上訴。」

### 中影黨產處理
- 2007年競選中國國民黨中央常務委員，因處理黨產中央電影公司買賣，前掏空中影7.5億元的副董事長莊婉均散發黑函攻擊蔡正元，在中常委選舉當日遭黑道份子至蔡正元服務處開槍，中常委選舉也落選，因此辭去中影董事長一職。中影繼蔡正元之後擔任董事長的郭台強，2009年控告蔡正元背信侵占公款近千萬元，2010年臺灣臺北士林地方法院一審判決蔡正元一年十個月有期徒刑，蔡正元不服上訴，2011年5月11日臺灣高等法院改判蔡正元無罪定讞。 蔡正元將提告反控郭台強誣告罪。[74]
- 2007年7月28日，蔡正元在臺北市南港區研究院路一段的服務處遭到槍擊，警方在現場找到一排還有七顆子彈的彈匣，疑似歹徒大意而遺留。在檢視監視器後，嫌犯常朝著鐵門開槍，並沒有傷人意圖，警告意味濃厚。警方懷疑是因中影事件引起，也朝此線索偵辦。[75]
- 同年10月2日，臺北市刑大逮捕涉嫌教唆買兇的翁炳堯，以及共犯王宗敬、張晨永，但是實際開槍之槍手仍然在逃[76]。因犯罪事實明確，曾經擔任基隆港警的嫌犯張晨永，了解配合偵辦有利於減輕自己罪刑，落網後相當配合偵辦，供出已經將作案槍枝丟棄於高雄縣鳥松鄉小埤湖，8日下午警方前往打撈，花了3個多小時才由救難人員於湖中找到作案槍枝。同時張晨永供稱當天只是陪同槍手至現場，並沒有參與開槍，實際開槍的是在逃嫌犯本名林永靜的林宴聰。10月19日晚，警方逮捕開槍的嫌犯林宴聰，他坦承受張晨永教唆，收下10萬元後朝服務處大門開槍示威。
- 2008年1月4日，警方追查通聯紀錄，查出臺南黑道分子甘憲成為幕後關鍵人並將其拘提到案，同時搜出甘憲成寄放在同夥陳慶德住處的貝瑞塔手槍一把。同月30日，檢警追查全案確實與中影事件有絕對關係，中影事件中台南黑道分子甘憲成介入協調不成，決定殺害蔡正元，並2度找槍手行凶。士林地檢署以預備殺人、槍砲刀械條例等罪起訴，主嫌甘憲成跟翁炳堯兩人各被求刑8年、併科罰金2百萬元，及求刑六年。其餘7名共犯王宗敬、李添旺、紀宏達、陳慶德、張永晨、林宴聰、劉思宏，各求刑3年8月至6月不等刑度。但是檢警以線索研判應該還有幕後主使者並未抓到，但因甘嫌等人不願透露，且蒐證困難，案情並未再有新的突破，全案可算是終結。
- 事件經過依調查結果為甘憲成以臺南東門幫大哥身分，於2007年5月以1千萬元代價找李添旺槍殺蔡正元，並先交付170萬元訂金，而李添旺再找紀宏達擇日執行。但槍殺立委事關重大，紀宏達心生畏懼不敢下手，甘憲成又於7月，由翁炳堯牽線，以50萬元代價找越南友人王宗敬槍殺蔡正元。王宗敬抵台後聯絡友人張晨永，再找林晏聰，一共3人到蔡正元南港服務處開槍警告。
- 2015年6月5日，士林地檢署認為蔡正元為了藉機拉攏特定對象，因此故意辦理增減資，讓股東不須支付股款就可以賺取價差，造成公司損失，且自肥45萬元，依背信罪起訴。蔡正元則強調以他的財務狀況，也不需要為了45萬元去辦什麼增減資取得好處，並認為中影辦理現金增減資都依《公司法》規定，由股東會2/3做成決議，不是董事長決定。[77]
- 2018年12月，中影認股爭議蔡正元二審無罪確定[78]。

### 質疑黃國昌反旺中壟斷的公正性
- 2012年5月9日，蔡正元質詢中央研究院院長時質疑法律研究所為何都沒有報告，並質疑其未做事。蔡更直指黃國昌頂著中央研究員的名號在外發表意見，未查明蔡衍明接受採訪的真相事實，拿著自由時報的新聞到NCC公聽會質疑蔡衍明，幫助自由時報媒體集團打另一個媒體集團，質疑其身為中央研究員的公正性，加上法研所跟生研所報告相比毫無績效，並以此認為應該砍法研所預算。[79]黃國昌回應說，立委在國會殿堂利用審預算要脅研究人員，打擊言論自由。[80][81]蔡正元的發言也引來中央研究院自由學社、台灣守護民主平台、台灣高等教育產業工會及台灣人權促進會等單位連署向馬英九及陳冲抗議政治力企圖打壓公共言論空間，要求政府宣示反對財團透過政治手段和司法濫權侵害學術自由。[82][83]
- 2013年1月2日，蔡正元在臉書批評反媒體壟斷人士只是被林榮三與黎智英為個人商業利益煽動，大學生則淪為跑龍套[84]。

### 與強制包圍立法院之反核人士起衝突
2014年4月25日，公投盟召集人蔡丁貴日發起包圍立院，要立法委員「回去開會」直到作出核四決議為止，號召群眾在各個出入口靜坐，阻擋立法委員離開立法院；下午4點15分左右，立委蔡正元座車從監察院出入口離開時，獨立電影工作者林聖文與另一民眾攀爬蔡正元坐車引擎蓋上，推行至警局才下車，所幸兩人並無大礙並遭到警方逮捕。林聖文在快車道上冒險趴車，過程遭人拍下，並以「國民黨立委蔡正元座車撞人」為名po網引發熱議，蔡正元則在事發第一時間透過臉書痛斥：「暴民！」表示當時他要離開立法院時，一群人原本不讓他上車，在他上了車之後，這群人又團團包圍住他的座車，先後有兩人直接跳上引擎蓋要阻止車子前進，還有人持鐵棍將他的前面擋風玻璃敲破，司機為了要保護他的安全，要盡快將車子開離現場，而他則指示司機將車子直接開到派出所報案處理，這些過程全都被車上的行車記錄器拍下來，沒有什麼好爭辯、否認的。蔡正元第一時間已將行車記錄器畫面交給警方，列為偵查物證，尊重檢警權責，一切靜待司法處理。車上副駕駛座有刑警隨車，蔡說不可能有所謂「肇事逃逸」等狀況。途中休旅車的林淑燕及兒子朱育玄擔心趴在車上的民眾有危險，以按喇叭警示並趁綠燈時攔車。蔡的座車與休旅車發生擦撞。蔡正元司機控告林姓母子檔涉及毀損、強制和公共危險罪，經偵訊後，被認為無證據證明犯罪意圖無保請回。林女認為當時要蔡的駕駛下車，對方不理會加速駛離，直到中山分局第一派出所旁停下，她也跳下車追上理論，在派出所做筆錄才知被告毀損、妨害自由和公共危險。事後被蔡正元臉書貼文，指控他們持械攻擊，打碎車窗。林女表示「我兒子見到蔡正元座車欲肇事逃逸，隨手拿起摺疊式雨傘下車，敲打蔡正元座車的副駕駛座車門和車窗！」，對蔡正元提告公共危險、毀損、肇事逃逸和誣告反制。台大法律系教授李茂生認為，立委蔡正元遭民眾以肉身擋車，若指示司機：「開車！開車！」行徑，可能已具備「殺人未遂的犯意」。交通大隊副大隊長林基田表示，此符合緊急避難原則，不會開出任何罰單。林更解釋，這就如同民眾若遇飆車族揮刀追車砍人，為逃離危險做出違規行為一樣。中正一分局偵查隊長周郁文昨說，司機開車時未做出緊急煞車與急彎甩尾等危及2人生命舉措，顯見蔡及其司機無殺人動機，未構成殺人未遂。另外，警方表示聖文擋車的行為涉嫌觸犯毀損罪、妨害自由罪、強制罪和公共危險罪等，而將林聖文當場逮捕，但林聖文於逮捕時說「先給媒體拍清楚」、「我還沒有說這是不是我耶」等與警方發生拉扯而不願配合進入警局。

### 臉書照片版權爭議
2014年4月27日蔡正元在臉書貼文，附上一張暴風圈照片，隔天照片原攝影師在蔡臉書留言，指蔡未獲她同意使用照片，已經違法，要蔡立即撤照或支付授權費。5月2日蔡撤照，但因為距離27日已有5天的時間，西蒙氣得在自己臉書貼文，「There is a storm coming for those who think they are above the law（對於那些自認凌駕法律之上的人，風暴即將來臨）。」 蔡正元說，照片是加入Stumble Upon會員制網站取得。5月14蔡正元在臉書上發表文章指出，這張所謂「被侵權」的照片，是從《Stumble Upon》網站的圖庫取得，而蔡正元團隊也有加入《Stumble Upon》網站會員。後刪除照片。

### 反高中課綱微調運動座談會照片裁切
反高中課綱微調運動舉行座談會期間，蔡正元裁圖控反課綱學生拒絕握手、沒有禮貌，但也被指出該圖與原始照片的握手對象不符，照片中的梁姓女學生並無拒絕部長握手，引發外界撻伐，釋昭慧法師也指責。

### 指控高士部落的神社侮辱原住民
蔡正元於2017年1月29日指出民進黨政府在屏東縣高士部落建造的神社是在侮辱原住民，而高士部落反駁蔡正元的指控並要求道歉；之後蔡正元於2017年2月1日表示透過重建日本神社來表達族群和解並不合理，也對不起牡丹社事件中戰死的酋長阿祿古。因為蔡正元沒有道歉，因此高士村長李德福考慮將循法律途徑解決。

### 三中案
2018年7月10日，北檢依《證券交易法》非常規交易、特別背信、《刑法》背信等罪嫌，起訴馬英九、前中投公司董事長張哲琛、總經理汪海清、蔡正元、蔡妻洪菱霙、蔡的岳父洪信行等6人。

2021年10月27日，台北地方法院依業務侵占罪判處蔡正元3年6個月徒刑，《商業會計法》部分判6月徒刑，得易科罰金。蔡正元妻子洪菱霙、岳父洪信行等五人涉案部分則判決無罪，蔡正元為6名被告中唯一被判決有罪者，全案仍可上訴。
2025年4月，因為蔡正元出入境頻繁，台灣高等法院在二審期間裁定須配戴電子腳鐐，蔡對此提起抗告，後遭最高法院駁回。

### 指控高雄巿長韓國瑜拿4,000萬元
蔡正元於2019年4月26日，於臉書爆料國民黨黨主席吳敦義拿4,000萬在高雄巿2018年9合1大選期間交予韓國瑜巿長，2019年4月26日韓國瑜巿長當日痛斥為假消息，並指出若消息為真，即辭去高雄巿巿長一職，韓國瑜巿長於2019年4月29日下午2點公開選舉期間的收支帳目，證明其自身清白，並公開呼籲請蔡正元公開道歉。

### 遭指控迫使王立強翻案
2020年1月8日，澳洲媒體《雪梨晨鋒報》引用匿名來源稱其與中國大陸商人孫天群聯手，威逼利誘王立強要求他宣稱爆料來自民進黨授意，中華民國法務部政務次長陳明堂也證實澳洲警方曾向台灣查證蔡正元身分資料。
隔日，1月9日，蔡正元召開記者會公布證據否認威脅王立強的指控，稍後蔡正元在臉書公布孫天群與王立強的手機對談截圖，孫天群追問王立強為何要對媒體指稱遭受他和蔡正元的威脅，王立強回答，「這些話都不是我對媒體說的，是他們與媒體自導自演，與我沒有關係」。

### 轉述美國有「毀滅台灣」的虚构計畫
2023年2月21日，蔡正元透过个人Facebook和中天電視台等管道，称引述了美國華府脫口秀廣播節目主持人加兰·尼克松（Garland Nixon）指稱，美國白宮內部有「毀滅台灣」的計畫。然而实际上其引用的來源是俄羅斯官方旗下的衛星通訊社的華府記者。中華民國外交部發布新聞稿指該消息來源完全未經查證，以近年台美關係持續正面發展、美國行政部門高層不斷展現對台海和平穩定支持與堅定承諾來看，絕非事實，并提醒國內有心人士刻意放大疑美論、反美論，傳播不實資訊，與中國大陸對台進行的認知戰相互呼應。后来，蔡正元发文强调，指尼克松确实是美国著名的媒体人，并指责民进党围攻他。当国民党主席朱立伦认为这是谣言时，蔡正元为此发文称朱立伦是「亲美派」，不愿意正视美国的邪恶与堕落。
蔡正元的指控引起了国外的质疑和引用。比如美国负责东亚和太平洋事务的助理国务卿康达（Daniel Kritenbrink）在2月22日国务院外国记者中心的记者会上也被问及有关拜登「毁台计划」的这条推文弄得一头雾水，表示这個假設的說法是他見過最令人困惑的事情之一。中国大陸多个官方媒体账号也于2月22日开始传播有关所谓拜登提「摧毁台湾计划」的消息，中國大陸外交部發言人汪文斌于2月24日在例行記者會回應相關提問時称「我也很想知道什麼叫『毀滅台灣的計劃』，美方應該作出明明白白的解釋」。尼克森后来于2月25日在推特發布影片自承其推文屬嘲諷文，称台灣爭論多日的所謂「毀滅台灣計劃」只是虛構。
蔡正元的文章也获得了一些认同。前台湾工党主席王義雄在中时撰文，质疑美國是在助台還是在毀台，并认为台灣不應該讓美国來決定存亡。

## 軼事

### 2015年蔡正元罷免案
- 2015年2月14日台北市選委會公告，台北市第4選區選舉人數為31萬7,434人，依選罷法規定，需有15萬8,717人投票，且投出有效票需有1/2同意罷免，罷免案才算通過。民國一百零四年（2015年）二月十四日，立法委員蔡正元罷免案投票，總投票人數為7萬9,303人，同意票為7萬6,737人，不同意票2,196人，無效票370人，投票率為24.98%，依法罷免案遭否決。[113]
- 蔡正元立即在罷免案後發表宣言，指出這是一場民主與法治的偉大勝利，並批評宣傳罷免的人士，不尋求連任立委。[114][115][116][117][118]

### 蔡英文的弟弟
2016年1月20日，在2016年中國大陸網友「出征」Facebook事件中，有臺灣網友引用之前蔡正元記者會時稱蔡英文為「蔡姐姐」，該網友稱蔡正元為蔡英文的弟弟，因而誤導許多中國大陸網友來攻擊蔡正元臉書。

## 著作
- 《台灣島史記》
- 《囚徒日記》

## 外部連結
- 立法院-蔡正元委員簡介
- 蔡正元的Facebook專頁
- 蔡正元的新浪微博

| 前任： 葉潛昭 | 中影公司董事長 2006年5月8日─2007年7月30日                 | 繼任： 林麗珍 |
| 前任： －     | 三重汽車客運股份有限公司總經理 2019年7月3日─2019年7月22日 | 繼任： 李建文 |